# Frigento
Frigento est une commune italienne de la province d'Avellino, dans la région Campanie.

## Histoire
Il s'agit peut-être de l'ancienne Frequentum ou de Eoculanum que Sylla assiégea. La vallée proche d'Ansanto, étroite, correspondrait aux Amsancti valles de Virgile (Énéide, VII, 563). Dans cette vallée est une source sulfureuse intermittente qui serait, d'après les légendes, l'ouverture servant à la Furie pour descendre aux Enfers.

## Administration
| Période                                  | Période | Identité | Étiquette | Qualité |
| ---------------------------------------- | ------- | -------- | --------- | ------- |
|                                          |         |          |           |         |
| Les données manquantes sont à compléter. |         |          |           |         |

### Communes limitrophes
Carife, Flumeri, Gesualdo (Italie), Grottaminarda, Guardia Lombardi, Rocca San Felice, Sturno, Villamaina